# 劉孝 (嘉靖進士)
劉孝（1524年—？），字子仁，號遂渠，河南彰德府安陽縣人，匠籍，明朝政治人物。

## 生平
嘉靖三十一年（1552年）壬子科河南鄉試第四十二名舉人，三十五年（1556年）中式丙辰科會試第一百四十三名，三甲第一百七十八名進士。工部觀政，授山西曲沃縣知縣，四十年升禮部主事，四十一年調吏部主事，四十二年升員外郎，四十三年升驗封司郎中，四十四年養病，隆慶元年正月考察降用。復除吏部驗封司郎中，四年十一月升山東布政使司左參政，萬曆元年正月升山東按察使，二年二月以考察不及調陝西按察使，三年七月升山西右布政使。

## 家族
曾祖劉廣聰；祖父劉繼宗；父劉陳廒，贈知縣。母吳氏，贈孺人；繼母郭氏，封太安人。兄劉賢，弟劉真、劉節（生員）。